# Clarence Wilson

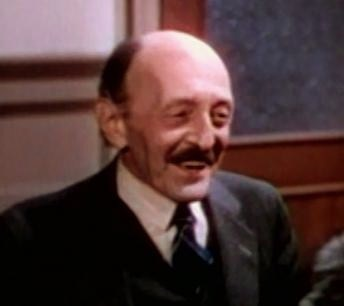
Clarence Wilson, 1937.

Clarence Wilson, född 17 november 1876 i Cincinnati, Ohio, död 5 oktober 1941 i Hollywood, Kalifornien, var en amerikansk skådespelare. Under det tidiga 1920-talet verkade han som stumfilmsskådespelare, då under namnet Wilson Hummel, vilket var en del av hans hela namn. Senare under decenniet övergick han till namnet Clarence H. Wilson. Totalt kom han att medverka i närmare 200 filmer fram till sin död 1941, ofta i småroller, men även i större biroller.

## Filmografi, urval
- 1927 – Soluppgång (ej krediterad)
- 1931 – Det stora reportaget
- 1932 – Den stora juvelstölden
- 1932 – 20.000 år i Sing Sing (ej krediterad)
- 1933 – Skandalen i Hollywood (ej krediterad)
- 1934 – Greven av Monte Cristo
- 1934 – Ett farligt möte (ej krediterad)
- 1934 – Uppror mot livet (ej krediterad)
- 1935 – Det var livat i Paris
- 1935 – Samhällets fiende no 1 (ej krediterad)
- 1937 – Ingenting är heligt (ej krediterad)
- 1937 – Hollywood (ej krediterad)
- 1937 – En gång i maj (ej krediterad)
- 1938 – Alla tiders semester
- 1938 – Komedien om oss människor
- 1940 – Flammande ungdom